# HD 82406
HD 82406，又名CP-66 1018，SAO 250591、HR 3783，是一颗恒星，视星等为5.91，位于銀經284.74，銀緯-11.3，其B1900.0坐标为赤經9h 26m 33.3s，赤緯-66° -11.3′ 54″。